# Gravelbike

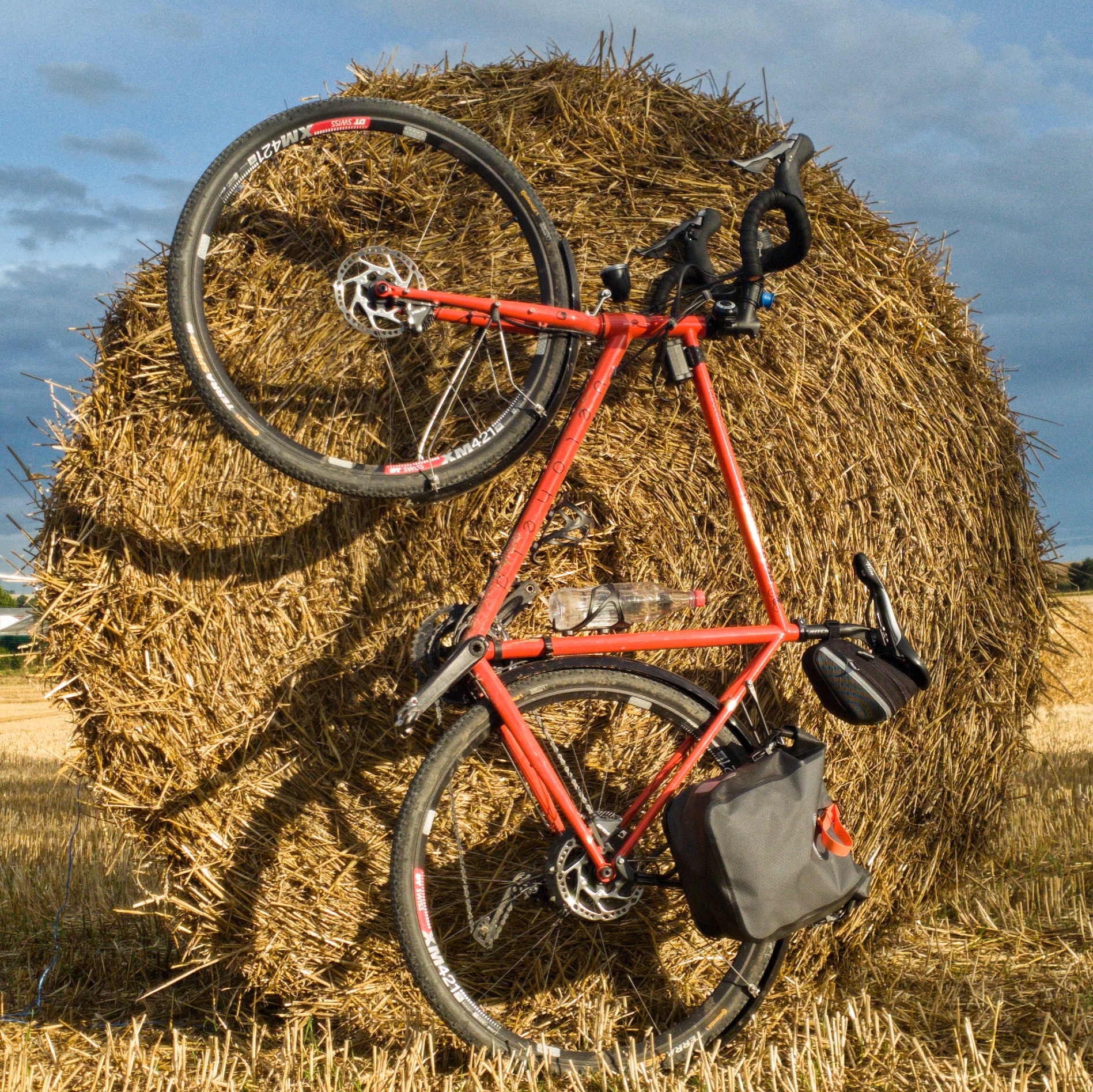
Gravelbike mit 2 × 11 GRX-Gruppe, 40 mm Tubeless-Reifen, Stahlrahmen

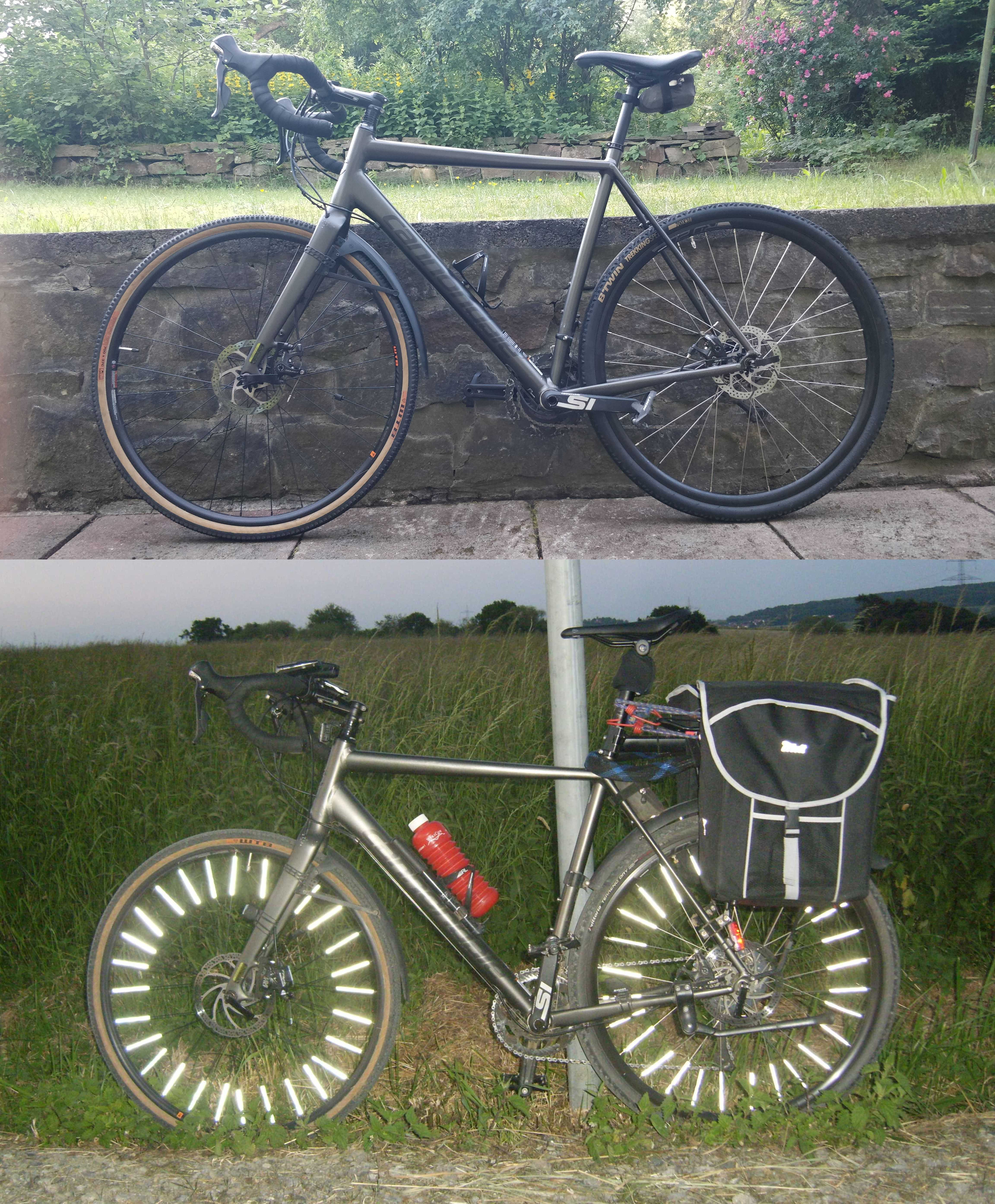
Gravelbike von Cannondale mit Alurahmen und Carbongabel einmal mit Grundausstattung und das identische Rad mit Vollausstattung; die Geometrie mit dem flachen und breiten Oberrohr ist von einem Cyclocross-Rad des Herstellers übernommen.

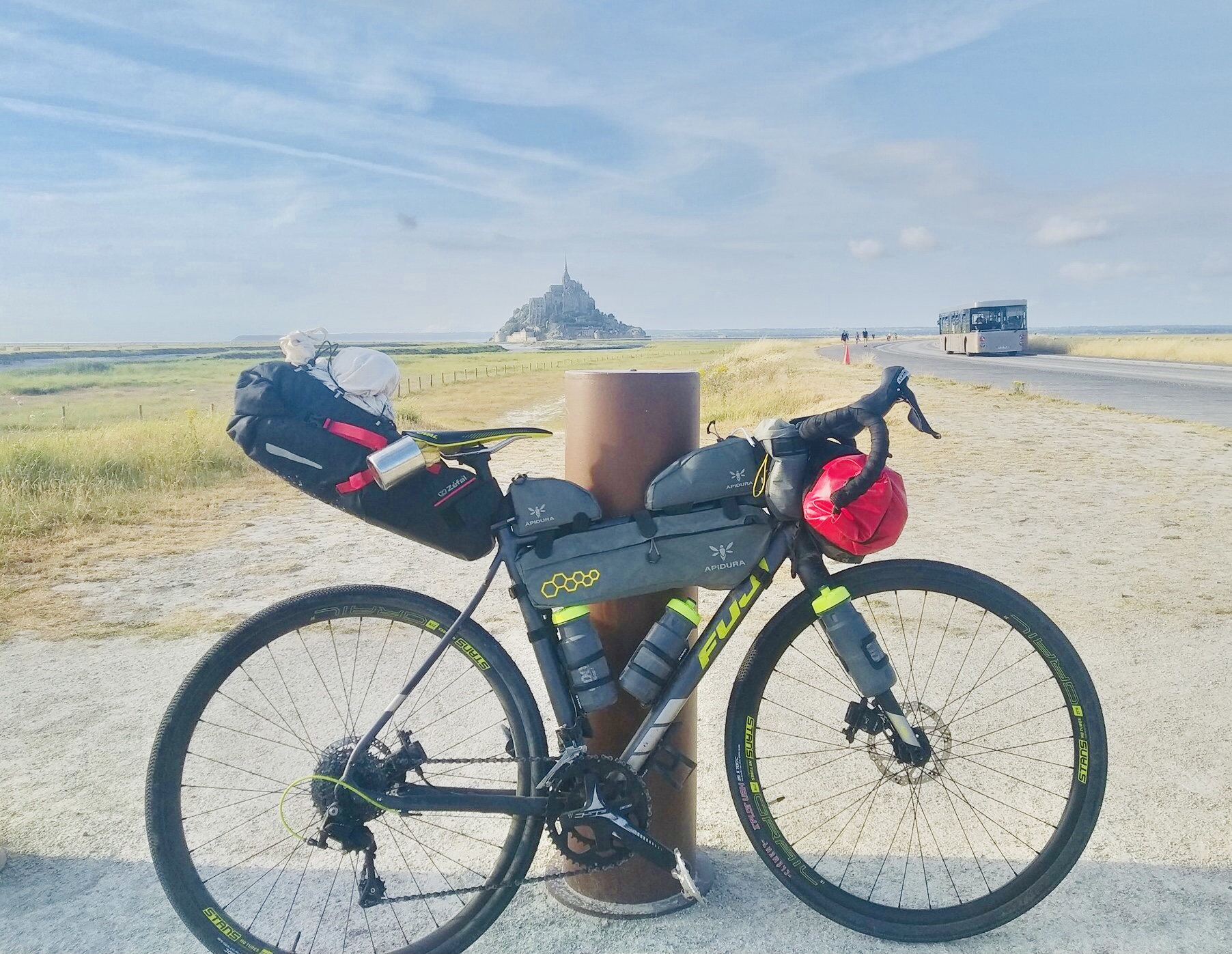
Gravelbike mit typischer Bikepacking-Ausrüstung wie Rahmentasche, Lenkerrolle und „Arschrakete“

Ein Gravelbike (deutsch etwa „Schotter-Rad“) ist ein geländegängiges Fahrrad. Es stammt von den weniger alltagstauglichen Cyclocross-Rädern ab und wird auch Querfeldeinrad oder Crossrad genannt. Heute werden etwas breitere Reifen (28 Zoll, Breite ca. 35–47 Millimeter) benutzt, früher waren die größeren Schlauchreifen mit 27 Zoll und Breiten bis 35 Millimeter üblich.
Üblicherweise werden die Räder ohne Straßenverkehrszulassung, insbesondere ohne Licht sowie Schutzbleche und auch ohne Gepäckträger verkauft; diese Komponenten sind aber in der Regel nachrüstbar. Nicht unüblich unter reisenden Gravelbikern ist allerdings auch das „Bikepacking“ ohne angebrachte Gepäckträger; mitgeführte Taschen werden dann direkt an Rahmendreieck, Gabelholmen, Lenker und Sattelstütze („Arschrakete“) angebracht.

## Geschichte
Ab ca. 2015 brachten verschiedene Hersteller Räder unter der Bezeichnung „Gravelbike“ heraus. Zunächst im US-Markt eingeführt, findet dieser Name auch in Europa zunehmend Verbreitung. Unter dem Namen Querfeldeinrad oder Crossrad sind solche Fahrräder seit den frühen 1960er Jahren in Europa verbreitet.

## Konzept
Gravelbikes wurden in den USA und dem Vereinigten Königreich teilweise unter dem Namen „Adventure Bikes“ („Abenteuerfahrräder“) beworben. Ziel der Entwicklung war es, ein Fahrrad zu bauen, mit dem neben normalen Straßen auch unbefestigte Wege befahren werden können. Ein Gravelbike im engeren Sinne ist ein Fahrrad für komfortables wie auch schnelles Fahren auf Kies und Schotter.
Heute wird der Begriff üblicherweise nur für Fahrräder verwendet, die von Renn- und Cyclocross-Rädern abstammen und im Vergleich zu Mountainbikes nur leicht abfallende Oberrohre haben. Die Schaltgruppen entsprechen denen von Rennrädern bzw. basieren auf ihnen und haben entsprechend nur ein oder zwei Kettenblätter, jedoch bis zu 13-fache Übersetzung hinten – während bei Trekkingrädern noch immer drei Kettenblätter vorne und zehn oder weniger Zahnkränze hinten gängig sind.
Die Rahmen sind üblicherweise aus Aluminium und in höheren Preisregionen aus dem leichteren und flexibleren Carbon gefertigt, jedoch gibt es auch Hersteller, die aus dem nachhaltigeren (Edel-)Stahl oder, im oberen Preissegment, dem hochwertigen und flexiblen Titan fertigen. Die Gabeln sowie die Sattelstützen sind meistens ungefedert, um Gewicht zu sparen. Bei den Gabeln, ursprünglich in den unteren Preisklassen aus Aluminium, setzt sich mehr und mehr das etwas dämpfende Carbon durch, das bei den Sattelstützen ebenfalls eine gewisse Rolle spielt.
Die Räder eignen sich für Rennen oder Radtourenfahren (RTF) auf Kieswegen (= Country-Tourenfahren, (CTF)).

## Merkmale
Einige Merkmale für ein Gravelbike führt die Online-Publikation Rennrad News auf (hier um einige Punkte erweitert):
- Entwickelt für langes Fahren auf befestigten, aber nicht asphaltierten Wegen
- Ausgestattet mit Rennradlenker und aus dem Rennradbereich bekannten oder an diese angelehnten Schaltgruppen. Der Unterlenker ist für mehr Komfort und Kontrolle im Gelände oft ausgestellt („Flare“).
- Scheibenbremsen (hydraulisch/teilhydraulisch betätigt) mit 160 mm Durchmesser
- Robuste Ausführung mit einem etwas geringeren Fokus auf Gewichtsreduzierung, Rahmen aus kohlenstofffaserverstärktem Kunststoff oder leichter Aluminiumbauweise, seltener aus Stahl oder Titan
- 28-Zoll-Räder. Meist für Reifen bis zu 47 mm ohne Schutzbleche
- Oft kommen schlauchlose Radkonstruktionen (tubeless) zum Einsatz, die bei geringem Gewicht hohen Fahrkomfort auf unbefestigtem Untergrund bieten.
- Teilweise werden auch 1 × 10- bis 1 × 13-fach-Schaltsysteme und entsprechend Kassetten mit großem Übersetzungsbereichen verwendet.
- Die Fahrräder sollen (zum Teil) auch als Alltagsräder dienen.
- Eine eher aufrechte Sitzposition (kleiner 90° Oberarme zum Oberkörper), um auf langen Strecken die Hände zu entlasten
- Ein tiefer sitzendes Tretlager für mehr Stabilität in rauerem Gelände (was allerdings in der Regel nicht einmal den größeren Raddurchmesser ausgleicht)[3]
- Längerer Radstand als Cyclocross-Räder, damit guter Geradeauslauf, und durch einen langen Hinterbau gute Eigenschaften beim Anstieg an Steilpassagen
- Mehr Nachlauf an der Gabel als bei Rennrädern, damit besserer Geradeauslauf
- Ösen an Rahmen und Gabel, um Schutzbleche, Taschen und bei einigen Modellen auch Gepäckträger anbringen zu können.

### Schaltung
Um dem neuen Marktsegment gerecht zu werden, brachte der Hersteller Shimano eine eigens für Gravelbikes entwickelte Gruppe auf den Markt, die Shimano GRX, ebenso Campagnolo die 1 × 13-Gruppe EKAR, sowie der Hersteller SRAM die Gruppe XPLR mit zugehöriger 30 mm Federgabel.
Die 12- und 13-fach-Gruppen sind, anders als die 11-fachen, überwiegend für den Betrieb ohne Umwerfer konzipiert. Speziell bei den bei allen drei großen Herstellern erhältlichen 12-fach-Gruppen klafft eine Lücke zwischen den für 2 × 12 konzipierten Rennradkassetten bis 11-36 und den extrem gespreizten MTB- und Gravelübersetzungen, die bei Shimano mit 10-45 beginnen und mit 10-51 enden, bei SRAM 10-44 bis 10-52. Die 13-fach-Gravel-Gruppe Campagnolo Ekar bietet mit 9-36, 9-42 und 10-44 ebenfalls nur Spreizungen ab 400 % an, deren längster Gang mit bei 2-fach üblichen großen Kettenblättern (46 oder 48 Zähne) extrem lang wäre.
Bei 10- und 11-fachen Schaltwerken sind demgegenüber auch Randonneur-Übersetzungen mit zwei Kettenblättern und z. B. 11-42 möglich, die jedoch serienmäßig nicht angeboten werden.
Obgleich oft die „Alltagstauglichkeit“ von Gravelbikes hervorgehoben wird, werden die meisten Bikes quasi „nackt“, wie auch Rennräder, verkauft und beworben. Räder mit Vollausstattung mit Gepäckträger, Schutzblechen und z. B. Nabendynamo bilden nur einen kleineren Marktanteil durch Bikes von den großen Markt ansteuernden Herstellern wie Stevens oder Diamant/Trek.

### Geometrie
Der für den Geradeauslauf sehr entscheidende Nachlauf ist im Vergleich zum Rennrad allein deshalb größer, weil breitere und damit auch höhere Reifen aufgezogen werden, was den Raddurchmesser (und den Radumfang) erhöht. Die wichtigsten Kenngrößen einer Bikegeometrie, die (in der Regel) nicht mit der Rahmengröße variieren, sind Kettenstrebenlänge (Pedalachse bis Hinterradachse) sowie Lenk- und Sitzwinkel. Von denen der Lenkwinkel auch den Nachlauf beeinflusst.
Ein „reinrassiges“ Rennrad hat üblicherweise eine Kettenstrebenlänge von etwa 408 mm, ein Endurance-Rennrad von um 415 mm, ein Cyclocrossrad von etwa 422 mm und ein „allgemeines“ Gravelbike von z. B. 430 oder 435 mm.  Bei manchen Herstellern gibt es auch zwei verschiedene Kettenstrebenlängen für entweder größere oder aber kleinere Rahmen oder sogar noch mehr Längen je nach Größe. Dies bedingt die maximal mögliche Reifenbreite von z. B. 28 bis 30 mm beim reinen Racer, 32 bis 35 mm beim Endurance, 37 bis 40 mm beim Cyclocrosser und 45 bis 47 mm beim komfortableren Gravelbike.
Lenk- und Sitzwinkel liegen bei Rennrädern in der Regel beide um 73°, beim Crosser und beim Gravelbike wird der Lenkwinkel oft um z. B. 1–2° flacher, um die entsprechende Reifengröße auch vorne zu ermöglichen, was noch einmal den Nachlauf verlängert. Es gibt auch Extremfälle wie ein „Trail-Gravelbike“ mit sogar im Vergleich zum Rennrad steilerem (75°) Sitzwinkel bei noch flacherem (69°) Lenkwinkel. Dadurch werden noch breitere Reifen möglich, ohne die Kettenstrebe noch weiter zu verlängern.
Noch einmal breitere Reifen, zum Teil bis in den Mountainbike-Bereich, können oftmals aufgezogen werden, wählt man im selben Rahmen Felgen der Größe 650B („27,5 Zoll“; Felgendurchmesser 584 mm gegenüber den „28-Zöllern“/700C mit 622 mm), sodass der Raddurchmesser sinkt und die Reifenbreite dort anfällt, wo Gabel und Kettenstrebe noch nicht so weit verengt sind. Die Bodenfreiheit wird dadurch etwas verringert.

## Sparten und Segmente
Das bereits in den 1970ern bekannte Cyclocrossrad ist eine Urform des Gravelbikes und wird heute als Teilsparte des Gravelsegments angesehen. Der den kompletten Fahrradmarkt ausfüllende Hersteller Rose Bikes bot teils auch auf derselben Rahmenplattform ein nominelles Gravel- und ein nominelles Cyclocrossrad an (2022 wird das Cyclocross-Segment nominell nicht mehr bedient). Der Rennradspezialist Cannondale hält wiederum die beiden Sparten nominell strikt getrennt, sortiert andererseits aber auch alltagstauglichere Räder als Cyclocross ein und überdies eine breitreifige Version des tatsächlichen Cyclocrossers SuperSix als Gravelbike. Im Vergleich zum Allround-Gravelbike ist das Cyclocrossrad in der Regel agiler konzipiert mit kürzerem Steuerrohr und kürzerer Kettenstrebe, die Reifenbreite ist bei Wettbewerbsrädern per Reglement auf 33 mm beschränkt. Trotz der schmaleren Reifen sind diese Räder jedoch geländetauglicher und weniger für den Asphaltgebrauch geeignet, da die Reifen deutlich für den Offroadbereich profiliert sind. Die Übersetzungen decken zumeist einen kleineren Bereich ab, da die Cyclocross-Kurse ohnehin Schikanen enthalten, die das Absteigen, Tragen und Aufspringen erfordern. Bei Zweifachschaltungen betragen die Sprünge zwischen den beiden Kettenblättern oft nur zehn Zähne („normales“ Gravelbike: 16 Zähne), um im Rennen schnellere Schaltvorgänge zu ermöglichen. Ganz allgemein sind Cyclocrossräder für maximal einstündige Rennen mit sehr deutlichen Leistungsspitzen konzipiert; eine nachträgliche Montage von Schutzblechen und Gepäckträgern ist meistens nicht vorgesehen.
Das allgemeine Gravelbike ist demgegenüber komfortabler ausgestattet mit längerem Radstand und Nachlauf und aufrechterer Sitzposition sowie um 40 mm breiten, in der Regel gleichermaßen straßen- wie trailkompatiblen Reifen. Anschraubpunkte ermöglichen zumeist die Montage von Schutzblechen und Gepäckträgern. Bei Zweifachantrieben setzt sich gegenüber der älteren Kombination 48/32 mehr und mehr die Kombination 46/30 bei den Kettenblättern durch, die Kassetten der 10- bis 12-fach-Schaltungen decken Bereiche von 11-32 bis 11-36 ab, wodurch das Gravelbike nach oben hin nur minimal kürzer übersetzt ist als das Rennrad (48:11 entspricht unter Berücksichtigung der Radgröße in etwa der Kompaktkurbel mit 50 und 34 Zähnen beim Rennrad), während in den kurzen Gängen die 1:1-Übersetzung eines Einrads, in der sich Kurbel und Hinterrad exakt gleich schnell drehen, bzw. knappe Untersetzungen (30:34 = 88 %) erreicht werden. Inzwischen sind Einfach-Übersetzungen mit Kettenblättern von 36 bis 42 Zähnen ähnlich verbreitet wie zweifache; in dem Falle liegt die maximale Übersetzung bei 42:11, die kürzeste kann ebenfalls eine knappe Untersetzung sein (38:42 = 90 %).
Das Speed-Gravelbike hat im Vergleich hierzu meist etwas schmalere und nur leicht profilierte Reifen und ist dazu gebaut, auf Asphalt annähernd Rennradgeschwindigkeiten zu fahren. Für dieses Segment hat auch die Kompaktkurbel eine längste Übersetzung von 50:11. Um bei gleicher Gangzahl engere Schaltsprünge zu ermöglichen, fehlen – je nach Kassettenwahl – kurze Übersetzungen in der Nähe von 1:1. Die Geometrie entspricht der von Endurancerädern bis Crossern. Besonders ab 2022 werden Hybride zwischen Rennrad und Gravelbike auch unter der Bezeichnung All Road vermarktet. Das wird auch dadurch begünstigt, dass (eingeschränkt) graveltaugliche Reifen inzwischen auch in Breiten von 28 bis 35 mm erhältlich sind und sich entsprechend ein Endurancerennrad umwidmen lässt – während früher in diesen Breiten die reinen Cyclocrossreifen dominierten – die nur eingeschränkt asphalttauglich sind.
Das Trail-Gravelbike ist demgegenüber vor allem für das Gelände ausgelegt, hat breite Reifen mit Stollenprofil und wird meistens mit Einfachkurbel ausgeliefert. Es ist im Vergleich zum Mountainbike etwas weniger geländetauglich und steigungstolerant, ermöglicht auf den damit noch fahrbaren Trails jedoch höhere Geschwindigkeiten. Oft ist der Sitzwinkel steiler und der Lenkwinkel flacher als beim Rennrad, um sehr breite Reifen zu ermöglichen, ohne durch längere Kettenstreben und damit verbundenem Radstand das Handling einzuschränken.

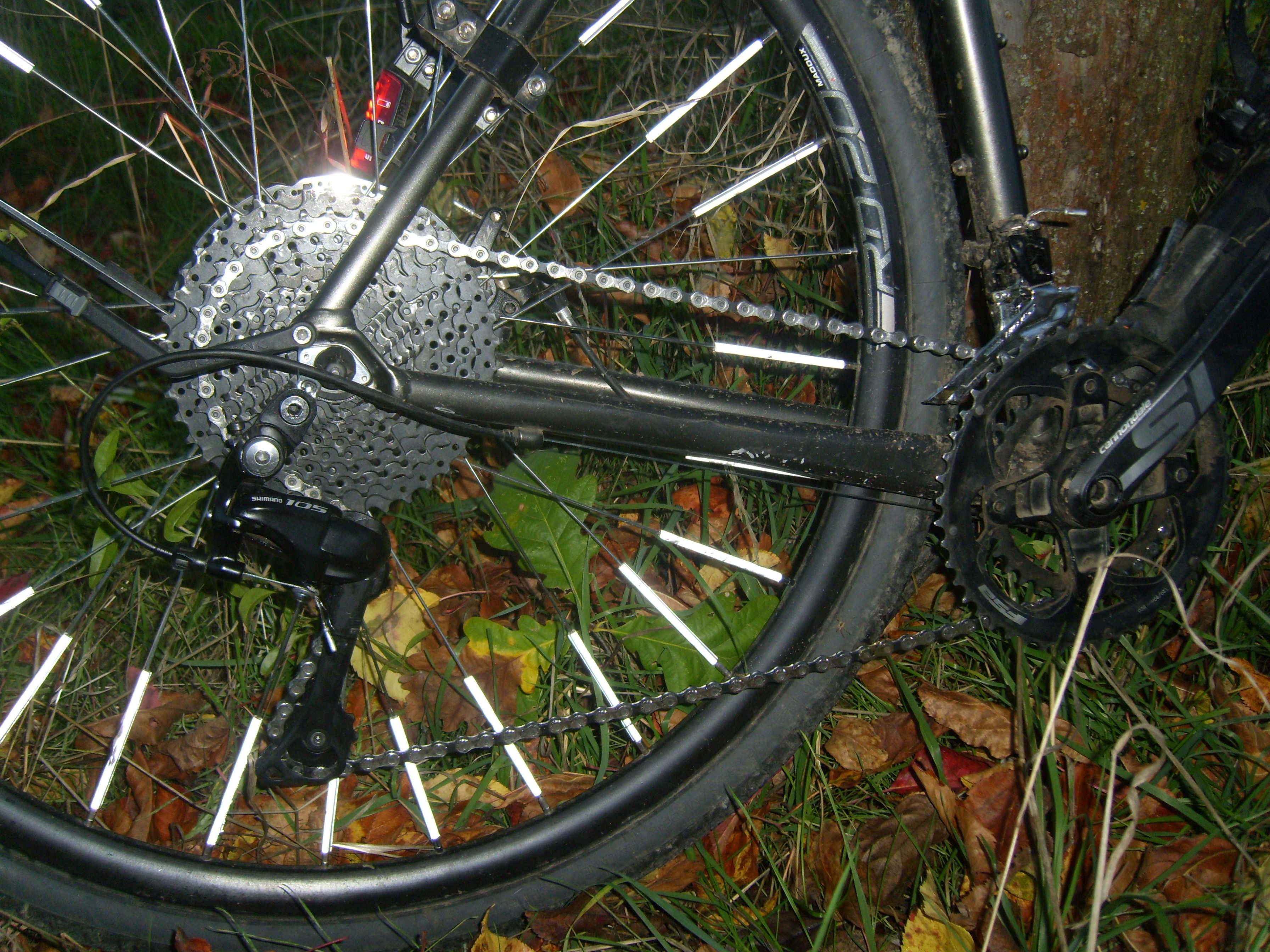
Mit 11-42er Kassette, SGS-Käfig der Trekkingreihe und Schaltaugenerweiterung berg- bzw. reisetauglich gemachter Antrieb eines Gravelbikes mit 11-facher Shimano 105-Schaltung

Das Randonneur-Bike ist eine namentlich ältere Sparte für schnelle Reiseräder auf Rennrad- bzw. Gravelbike-Basis. Diese Räder werden oft vom Kunden selber nach und nach aufgebaut, es gibt jedoch im Hochpreissegment auch Kompletträder z. B. mit Titanrahmen und Getriebeschaltung (Rohloff Speedhub 500/14 oder Pinion-18-Gang Tretlagerschaltung). Ein Problem für diesen Einsatzzweck stellt es dar, dass für längere Reisen mit Gepäck oft auch geringe Untersetzungen von 80 % und darunter gefragt wären, die mit den üblichen, auf Rennradgruppen basierenden Gravelgruppen für Kettenschaltung nicht möglich sind, da die Kapazitäten der Schaltwerke bzw. der Schaltwerkskäfige bei maximal 39 bis 41 Zähnen liegen. Da die Schaltungshersteller Varianten mit der für 30:40 (75 %) oder 32:42 (76 %) erforderlichen Kapazität von 45 bis 47 Zähnen nicht anbieten, bauen manche Kunden ihre Schaltung entweder mit Schaltzugadapter auf das MTB-Schaltwerk der Shimano XT mit SGS-Käfig um oder bauen in das eigentlich für Einfachschaltung ausgelegte GRX-812-Schaltwerk der Gravelgruppe den größeren Käfig der XT ein. Bereits bevor die Gravelgruppen auf dem Markt waren, waren die damals üblichen Rennradgruppen durch versierte Schrauber mit aus dem Baukasten erhältlichen SGS-Käfigen bergtauglich gemacht worden, etwa Shimano 105/Ultegra mit SGS-Käfigen aus der Deore-LX-Reihe.
Inzwischen (seit etwa 2018) werden auch sogenannte Flatbar-Gravelbikes beworben, deren Einsatzzweck den von Gravelrädern ähnelt. Diese auch als Fitnessbikes oder Crossbikes verkauften Räder stammen allerdings größtenteils vom Trekkingrad ab, welches abgespeckt und auf geländetauglichere Reifen gestellt wurde – und deren Geometrie wenig mit den eigentlichen Gravelbikes zu tun hat. Sie sind in der Regel schwerer, aber auch deutlich preiswerter als übliche Gravelbikes. Ein wesentlicher Vorteil dieses Bikesegments ist jener, dass sämtliche Übersetzungen der Schaltgruppen des Trekking- und MTB-Bereichs möglich sind, insbesondere Dreifachschaltung und starke Untersetzungen.

## Gravelrennen
Die Rennen für Gravelbikes heißen häufig Gravelgrinder. Das bekannteste in den USA ist das Unbound Gravel. Es führt rund 322 km (200 Meilen) über Kieswege. Eine weitere Rennserie, die an verschiedenen Orten international stattfindet, ist das Grinduro.
Seit 2022 wurden Gravelrennen durch den Weltradsportverband Union Cycliste Internationale als eigenständige Radsportdisziplin anerkannt und reglementiert. Neben Gravelbikes dürfen auch alle anderen nichtmotorisierten Fahrradtypen teilnehmen. Es wurde mit der UCI Gracel World Serie eine weltweite Rennserie sowie die Gravel-Weltmeisterschaften etabliert. 2023 kommen eine Europameisterschaft und eine Deutsche Meisterschaft hinzu.
Zusätzlich gibt es mehrtägige Bikepacking-Rennen oder Challenges für Gravelbikes. Dabei legen die Fahrer besonders lange Distanzen auf unterschiedlichem Geläuf zurück und führen dabei ihr meist minimalistisches Gepäck mit sich. Große internationale Rennen sind The Classic Story (1200 km; Belgien), das Silk Road Mountain Race (1800 km; Kirgisistan), oder das Bohemian Border Bash Race (1300 km; Tschechien). Auch in Deutschland sind in den letzten Jahren neue Bikepackingrennen entstanden wie der Candy B. Graveller (650 km) von Frankfurt nach Berlin oder der Steppenwolf (700 km) von Berlin nach Usedom und zurück.
Diese Wettfahrten ähneln damit den traditionellen Brevets (Audax), die mit Langstreckenrennrädern – Randonneuren – gefahren werden, wie z. B. dem Rennen Paris-Brest-Paris (1200 km).